# Anisozyga valescens
Anisozyga valescens là một loài bướm đêm trong họ Geometridae.